# Stadio Giuseppe Lopresti
Lo stadio Giuseppe Lopresti è un impianto sportivo di Palmi, che sorge nel centro storico della città. È la sede degli incontri casalinghi di calcio della Palmese e ha una capienza di 1.500 posti a sedere.
Lo stadio ospitò, negli anni trenta e negli anni cinquanta, incontri del campionato di calcio di serie C.

## Storia
Agli inizi degli anni venti dello scorso secolo si iniziò a parlare della costruzione di un campo sportivo a Palmi, al fine di poter far disputare alla Palmese un campionato ufficiale. Sul finire del decennio l'amministrazione comunale incaricò l'ingegner Calogero della progettazione di un nuovo stadio, per un importo di 230.000 lire. Più della metà dell'importo sarebbe stata frutto di contributo governativo che, tardando ad arrivare, fece slittare l'inizio dei lavori.
L'impianto venne realizzato negli anni trenta, scegliendo il rione Alfieri, nella zona posta alle pendici del monte Sant'Elia. I fondi statali non arrivano e, pertanto, il comune di Palmi fu costretto a realizzare l'opera da solo, procedendo a un ridimensionamento della nuova struttura. Il nuovo costo dello stadio venne quantificato in 150.000 lire, a cui si aggiunse un secondo contributo per la realizzazione della tribuna centrale. I lavori iniziarono nel novembre del 1931, per opera della ditta Repaci, e terminarono con l'inaugurazione dell'ottobre 1932. Al nuovo impianto venne dato il nome di "Campo sportivo del Littorio". La prima partita ufficiale giocata nello stadio fu l'incontro del 13 novembre 1932, valevole per il campionato di Seconda Divisione 1932-1933, disputato tra la Palmese e la Pro Calcio Reggio Calabria e terminato con la vittoria per 5-1 della squadra di casa.
Nel 1948, con la fine del ventennio fascista, lo stadio venne intitolato a Giuseppe Lopresti e venne posata una lapide marmorea in suo ricordo.
Negli anni cinquanta, all'interno dello stadio e in adiacenza al campo di calcio, era presente un campo di pallacanestro, sul quale la C.S.I. Palmi disputò le gare interne del Serie C 1954-1955. 
Nel marzo 2012 l'impianto fu dichiarato inagibile, a seguito di danni creati da eventi atmosferici. Nel dicembre dello stesso anno iniziarono i lavori di ristrutturazione dello stadio, con finanziamenti della Provincia di Reggio Calabria, per ridare all'impianto l'agibilità. Dall'8 dicembre 2013 la struttura è tornata agibile e ospita nuovamente gli incontri casalinghi dell'Unione Sportiva Palmese 1912. Sempre nel 2013 la suddetta società ha ricevuto la concessione, dal comune, per la gestione dello stadio per un periodo di dieci anni e ha creato, all'interno della struttura, due campi di calcetto in erba sintetica.
Nel 2015/2016 sono stati effettuati i lavori per la posa del manto in erba sintetica, tramite finanziamenti provinciali.

## Intitolazione
Lo stadio è intitolato alla memoria del partigiano Giuseppe Lo Presti (partigiano). In uno dei muri perimetrali della struttura sportiva è posta una lapide a ricordo del partigiano. La lapide marmorea riporta la seguente scritta:

## Eventi

### Eventi sportivi

#### Amichevoli
Lo stadio Giuseppe Lopresti ha ospitato nella sua storia, oltre a vari incontri ufficiali disputati dalla Palmese con squadre blasonate dell'Italia meridionale quali il Bari, la Reggina, il Catania, la Salernitana, il Messina, il Lecce, il Benevento, il Crotone e il Catanzaro, anche delle amichevoli della società nero-verde contro squadre dell'Italia centrale e settentrionale che sono state in Serie A. Tra queste vi sono il Padova, la Reggiana, il Modena e il Varese, ma soprattutto tre società campioni d'Italia: la Fiorentina, la Roma e il Verona.
| Arbitro: | Del Torrione |

|            |           |                        |
| Ranieri 5’ | Marcatori | 38’ Vanzo 65’ Scopelli |

| 31 gennaio 1934, ore 14:30 UTC+1                                     | Palmese   | 0 – 3                              | Fiorentina | Stadio del Littorio |
| \| \| \| \| \| \| Marcatori \| 17’ Biagini 35’ Viani 55’ Prendato \| |           |                                    |            |                     |
|                                                                      |           |                                    |            |                     |
|                                                                      | Marcatori | 17’ Biagini 35’ Viani 55’ Prendato |            |                     |

| 16 dicembre 1964                                                           | Palmese   | 2 – 3                      | Verona | Stadio Giuseppe Lopresti |
| \| \| \| \| \| Savoia Savoia \| Marcatori \| Joan Scaratti 89’ Scaratti \| |           |                            |        |                          |
|                                                                            |           |                            |        |                          |
| Savoia Savoia                                                              | Marcatori | Joan Scaratti 89’ Scaratti |        |                          |

### Eventi non sportivi
In qualche occasione l'impianto è stato sede di concerti. Nel dettaglio vi sono stati svolti i concerti di Mietta (1991), Marco Masini
(1993), Pooh (1996), Gino Vannelli (2000) e Gigi D'Alessio (nel 2012 per festeggiare il centenario della Palmese e per la presentazione della squadra per la stagione 2012-2013).
Inoltre, nel 1996, nello stadio si è tenuta la Fiera di San Rocco, evento solitamente svolto per le vie del centro storico.

## Dati

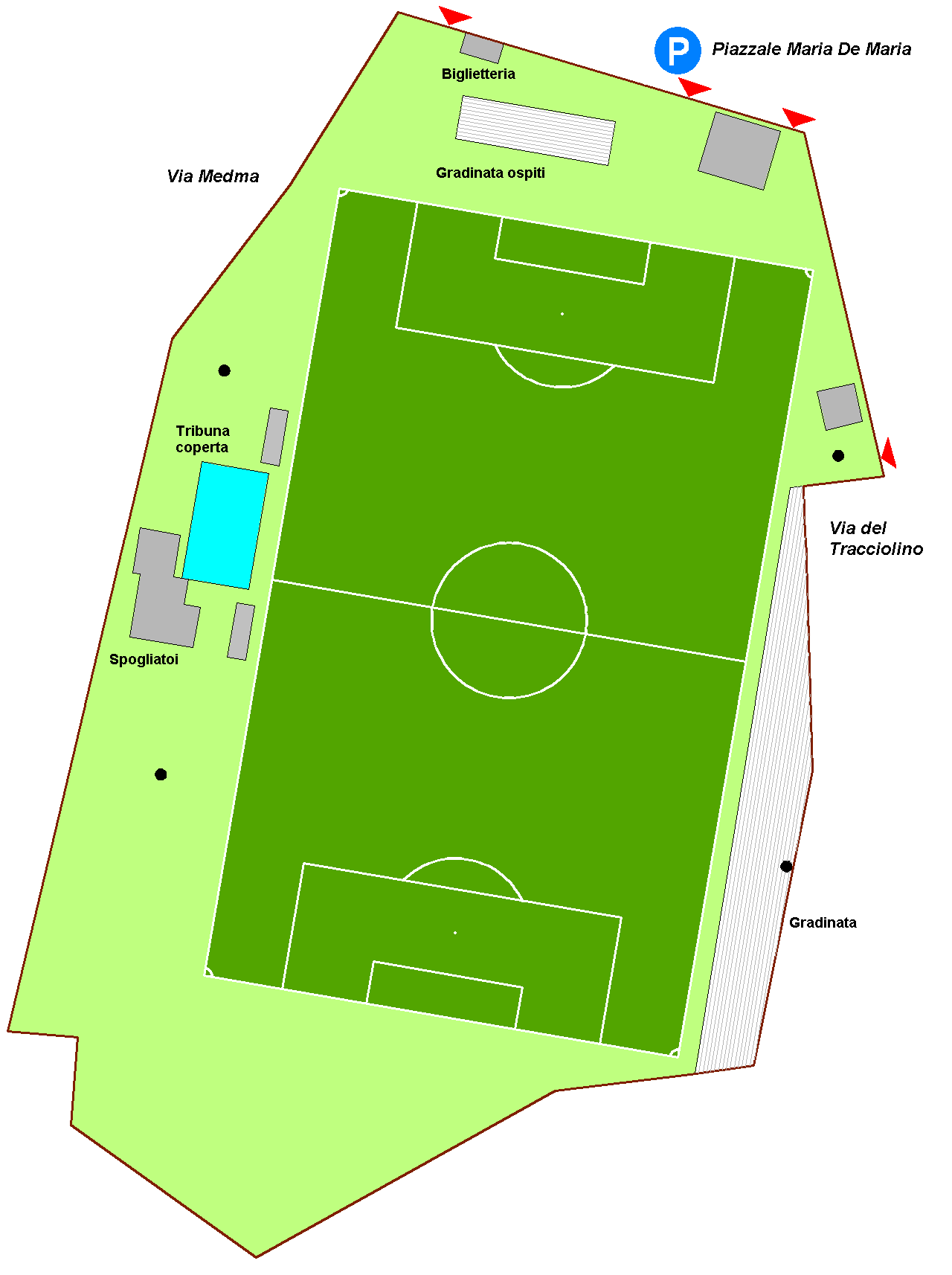
Mappa dello Stadio Giuseppe Lopresti di Palmi (RC)

### Campi di gioco
- Campo da calcio in erba sintetica;

### Settori
I settori dello stadio sono 3:
- Tribuna coperta;
- Gradinata scoperta;
- gradinata(curva) scoperta (settore ospiti).

## Curiosità
- All'interno dello stadio è collocata una struttura che conservava, fino al 2013, "u cippu", base in legno sopra la quale viene costruito il carro votivo della Varia di Palmi, patrimonio orale e immateriale dell'umanità.[14]